# Джанис Кайзър
Джанис Кайзър (на английски: Janice Kaiser) е американска писателка на бестселъри в жанра любовен роман и романтичен трилър. Писала е още и като Джанис Сътклиф (Janice Sutcliffe) в началото на творчеството си.

## Биография и творчество
Джанис Рей Хогсет-Кайзър е родена на 18 септември 1947 г. в Империал, Небраска, САЩ, в семейството на Клайд и Бони Хогсет. Има двама братя.
Завършва гимназия в Актюн, Колорадо. Учи в университета на Северно Колорадо в Грийнли. Омъжва се за Дорън Уест през 1967 г. Разведени през 1987 г.
Получава докторска степен по английски език от Университета на Калифорния в Дейвис, на тема британската литература през 17 век. Преподавала е английски език в Университета на Сан Франциско.
През 1987 г. се премества във Форт Колинс и на 5 май 1990 г. се омъжва за Робърт Джон Кайзър (1934-2007), правист, автор на политически книги. Двамата работят съвместно. Той издава поредица от трилъри.
Джанис Кайзър умира след заболяване на 21 януари 2000 г. в Актюн, Колорадо. Погребана е в гробището „Ривърсайд“ в Стърлинг, Колорадо.

## Произведения

### Самостоятелни романи
- Harmony (1985)
- Lotus Moon (1986)
- Meant to be (1986)
- The Black Pearl (1986)
- Love Child (1986)
- Stolen Moments (1987) – награда „РИТА“ за най-добър любовен роман на годината
- Borrowed Time (1988)
- The Lieutenant's Woman (1988)
- The Rookie Princess (1989)
- Moon Shadow (1989)
- Тялом и духом, Body and Soul (1990)
- Daddy's Girl (1991)
- The Big Secret (1992)
- Heartthrob (1992)
- Cradle of Dreams (1993)
- Flyboy (1993)
- Betrayal (1993)
- Deceptions (1993)
- The Yanqui Prince (1994)
- Star (1994)
- Wild Like the Wind (1994)
- A Mother's Love (1995)
- Любов и грях, Private Sins (1995)
- Monday's Child (1995)
- Just the Way You Are (1995)
- Fair Game (1996)
- Just Desserts (1996)
- Last Night in Rio (1996)
- Double Take (1997)
- The Return of Daniel's Father (1997)
- This Child Is Mine (1997)
- Menacante Seduction (1997)
- The Bride Wore Boots (1998)
- Love You Forever (1998)
- The Baby and the Cowboy (1999)

### Участие в серии романи с други писатели

#### Серия „Роден в САЩ“ (Born in the USA)
- Chances: Nevada (1987)

от серията има още 18 романа от различни автори

#### Серия „Бунтовници и мошеници“ (Rebels & Rogues)
- Съдбовно пътуване, The Maverick (1992)
- The Texan (1995)

от серията има още 21 романа от различни автори

#### Серия „Любовници и легенди“ (Lovers and Legends)
- По закона на сърцето, Wilde at Heart (1993)

от серията има още 10 романа от различни автори

#### Серия „Тайни фантазии“ (Secret Fantasies)
- Night Games (1995)

от серията има още 11 романа от различни автори

#### Серия „Грешно легло“ (Wrong Bed)
2. Honeymoon With a Stranger (1996)
от серията има още 53 романа от различни автори

#### Серия „Това се случи една нощ“ (It Happened One Night)
- Change of Heart (1997)

от серията има още 6 романа от различни автори

### Сборници новели
- Fortune Cookie – с „Double Trouble“ (1997) – с участието на М. Дж. Роджърс и Маргарет Сейнт Джордж